# Пандектна система
Пандектна система — принцип побудови цивільного кодексу, при якому виділяється загальна та особливу частини (речове право, зобов'язальне право, сімейне право, спадкове право).
Пандектна система була створена в XVIII–XIX століттях німецькими правознавцями (пандектистами) на базі проведеної ними всеохопної (пандектної) систематизації джерел римського приватного права, насамперед, Юстиніанових Дігест (Пандект).
Завдяки роботам пандектистів з'явилися загальні поняття: договір, угода, зобов'язання, право власності, речове право, делікт, яких не було в римському праві. Основним досягненням пандективістів стало виділення загальної частини (загальних положень) цивільного права та диференціація речових і зобов'язальних прав, а також чіткий поділ матеріальних і процесуальних норм. За пандектною системою було побудовано Німецьке цивільне уложення 1896. Пандектна система побудови цивільного кодексу прийнята і в ЦК України.